# Хорег

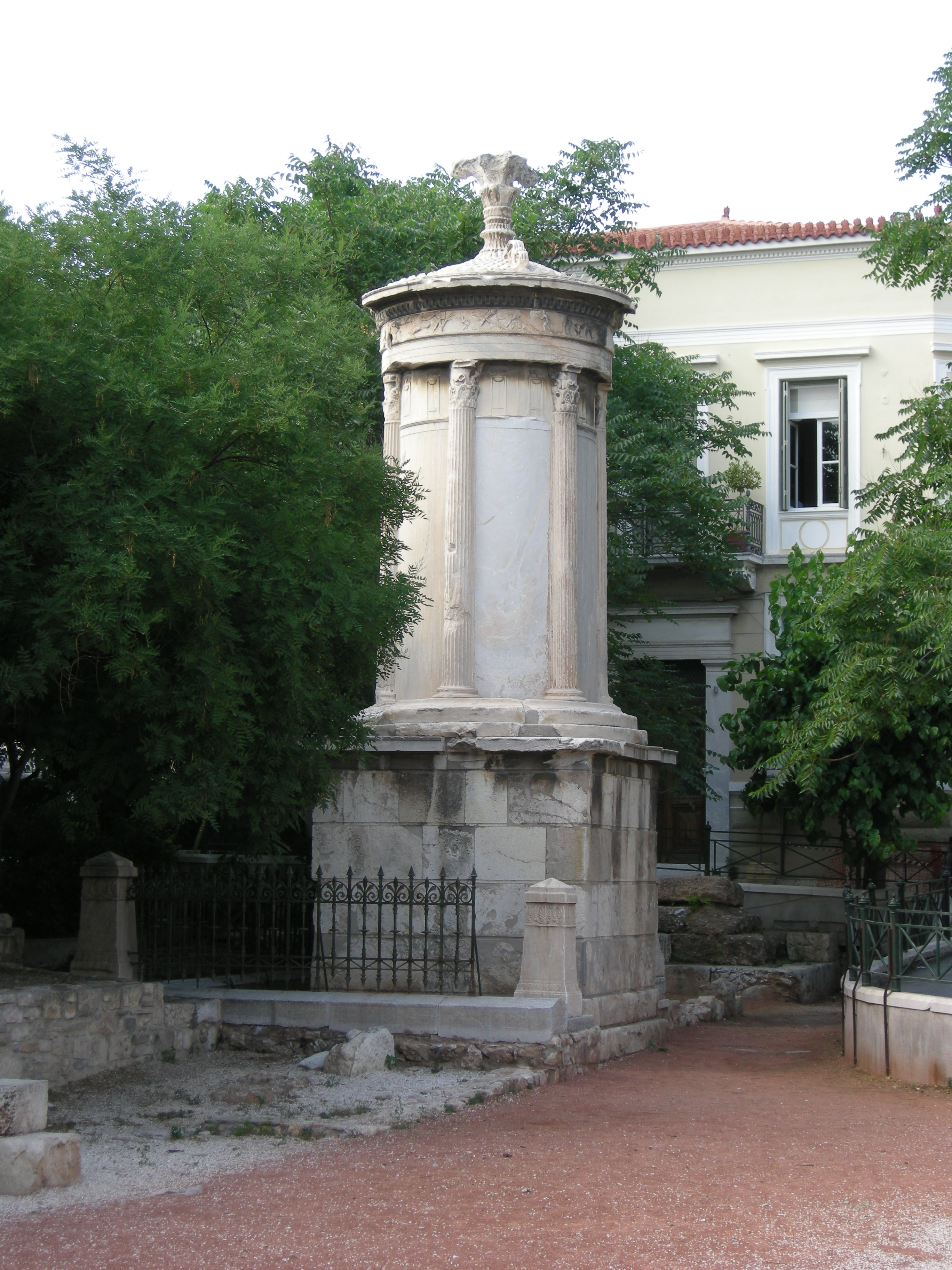
Сучасна фотографія монументу Лісікрата

Хорег (грец. χορηγός) — у Стародавній Греції «керівник хору», який навчав його учасників і виконував обов'язки, які пізніше розподілилися між корифеєм і дидаскалом. Пізніше хорег — заможний громадянин, який брав на себе як громадську повинність витрати по утриманню хору і підготовці п'єси до постановки в театрі.
Хорегами, як і учасниками хору (хоревтами), в Афінах могли бути тільки громадяни: метеки допускалися до виконання хорегічних обов'язків тільки під час ленеїв.
Найвідоміший хорег, чиє ім'я збереглось донині, — афінян Лісікрат. 334 до н. е. під час Великих Діонісій вистава, спонсором якої він виступав, здобула перший приз. Міська влада нагородила хорега призом — бронзовою триногою. Тоді Лісікрат вирішив спорудити спеціальну каплицю, в якій встановив свій приз — нині відому як Хорегічний монумент Лісікрата.